# Фреді Бобич
Фреді Бобич (нім. Fredi Bobic, словен. Fredi Bobič, нар. 30 жовтня 1971, Марибор) — німецький футболіст словенсько-хорватського походження, що грав на позиції нападника.
Виступав, зокрема, за «Штутгарт» та «Боруссію» (Дортмунд), а також національну збірну Німеччини.

## Клубна кар'єра
Фреді Бобич народився в югославському Мариборі (нині — Словенія) в родині словенського батька та хорватської матері, з якими він емігрував до ФРН. У віці 6-ти років Бобич почав грати у футбол в клубі «Бад Каннстатт», потім грав за молодіжний склад «Штутгарта» і «Штутгартер Кікерс», з яким Бобич став переможцем молодіжного чемпіонату Німеччини. Його кумирами в молодості були Марко ван Бастен та Хансі Мюллер, манері гри яких Бобич намагався наслідувати.
1990 року Бобич почав виступати за свою першу дорослу команду, клуб «Дітцінген», а вже в другому своєму сезоні став найкращим бомбардиром зони Баден-Вюртемберг оберліги з 19-ма м'ячами. Після цього успіху, Бобич перейшов в клуб другої бундесліги «Штутгартер Кікерс», а ще через два роки перейшов в клуб першого бундесліги «Штутгарт», за який Бобич виступав ще в пору молодіжних складів. У «Штутгарті» і в першій бундеслізі Бобич дебютував у першому турі сезону 1994-95 в матчі з «Гамбургом», вийшовши за заміну на 73-й хвилині та одразу ж забивши гол, що приніс перемогу його команді 2:1. У «Штутгарті» Бобич провів 5 років, будучи частиною знаменитого «магічного трикутника» команди, в який, крім Бобича, входили Красимир Балаков та Джоване Елбер. У сезоні 1995-96 Фреді з 17 голами став найкращим бомбардиром Бундесліги, а вже в наступному сезоні допоміг команді виграти Кубок Німеччини, зігравши у 5 матчах турніру (2 голи), в тому числі і у фіналі.
1999 року Бобич перейшов в «Боруссію» (Дортмунд), де він в перші два сезони забив 17 голів у 53-х зустрічах, але в сезоні 2001-02 Бобич перестав потрапляти до основного складу команди, провівши за півроку лише 3 матчі в чемпіонаті, з тієї причини що головний тренер клубу Маттіас Заммер робив ставку на Марсіу Аморозу, Яна Коллера та Евертона. Тому взимку 2002 року Бобич на правах оренди поїхав до англійського клубу «Болтон Вондерерз», в якому провів 15 матчів та забив 4 голи.
За кілька годин до закінчення літнього трансферного вікна 2002 року, Бобич підписав контракт з новачком Бундесліги клубом «Ганновер 96». В новій команді Бобич знову став забивати, вражаючи ворота суперників команди в кожному другому матчі, після чого був викликаний Руді Феллером в збірну Німеччини, за яку Бобич не виступав протягом 4-х років.
Влітку 2003 року Фреді перейшов у «Герту», де провів два сезони, але після завершення контракту, «Герта» не захотіла продовжувати угоду з гравцем, і Бобич півроку був без команди.
У січні 2006 року Бобич підписав контракт з хорватським клубом «Рієка», якому допоміг виграти КубокаХорватії, забивши один з голів у фіналі. Але після завершення сезону оголосив про закінчення своєї ігрової кар'єри.

## Виступи за збірну
У збірній Німеччини Бобич дебютував 12 жовтня 1994 року в Будапешті в матчі зі збірною Угорщини.
Бобич брав участь з національною командою на чемпіонаті Європи 1996 року в Англії, де німці стали найкращою командою «Старого світу», а сам Бобич провів три матчі на турнірі — з Чехією і Італією на груповій стадії і в чвертьфіналі з Хорватією.
22 лютого 1998 року з грі зі збірною Саудівської Аравії Бобич провів свій останній в 1990-ті роки, матч у футболці національної команди. Лише 2002 року Бобич повернувся в збірну Німеччини, зігравши в матчі зі збірною Нідерландів, в якому забив єдиний м'яч своєї команди, а німці програли 1:3.
2004 року Бобич у складі збірної поїхав на чемпіонат Європи 2004 року у Португалії, де провів два матч з Нідерландами та Латвією. Другий матч, зіграний 19 червня, став останньою грою Бобича у складі «бундестім». Всього протягом кар'єри у національній команді, яка тривала 11 років, провів у формі головної команди країни 37 матчів, забивши 10 голів.

## Після завершення ігрової кар'єри

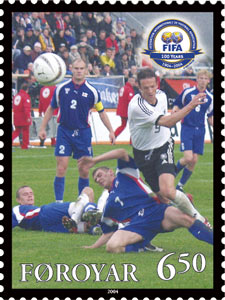
Фреді Бобич (у білому) на поштовій марці Фарерських островів 2004 року

Після завершення кар'єри гравця, Бобич став послом «Німецького союзу пожежних команд», ця посада була дана гравцеві за внесок, який він зробив у фонд союзу. 2006 року Бобич став аналітиком на телеканалі DSF, в тому ж році увійшов в експертну групу на телеканалі Прем'єр.
2007 року Бобич знявся у музичному відеокліпі групи Ich+Ich, де він сказав одну єдину фразу: «Ми всі з зоряного пилу».
2008 року Бобич брав участь у телевізійній грі «Torpiraten» на телеканалі Nickelodeon. Крім цього Бобич є футбольним експертом на радіостанції Privatsender, де він аналізує матчі в дні футбольних турів.
У березні 2009 року Бобич оголосив, що він починає роботу як керуючий директор клубу «Чорноморець» (Бургас), підписавши контракт до літа 2014 року, причому головним тренером «Чорноморця» був колишній партнер Бобича по «Штутгарту» Красимир Балаков.
З літа 2010 року працює у структурі «Штутгарта».

## Статистика
| Клубна інформація | Клубна інформація     | Клубна інформація             | Чемпіонат | Чемпіонат | Кубок | Кубок | Кубок ліги | Кубок ліги | Євроркубки | Євроркубки | Загалом | Загалом |
| Сезон             | Клуб                  | Ліга                          | Ігор      | Голів     | Ігор  | Голів | Ігор       | Голів      | Ігор       | Голів      | Ігор    | Голів   |
| ----------------- | --------------------- | ----------------------------- | --------- | --------- | ----- | ----- | ---------- | ---------- | ---------- | ---------- | ------- | ------- |
| 1990–91           | «Дітцинген»           | Вербандсліга Вюртемберг (VI)  | 28        | 13        | -     | -     | -          | -          | -          | -          | 28      | 13      |
| 1991–92           | «Дітцинген»           | Оберліга Баден-Вюртемберг (V) | 34        | 19        | -     | -     | -          | -          | -          | -          | 34      | 19      |
| 1992–93           | «Штутгартер Кікерс»   | Друга Бундесліга (II)         | 30        | 10        | 1     | 0     | -          | -          | -          | -          | 31      | 10      |
| 1993–94           | «Штутгартер Кікерс»   | Друга Бундесліга (II)         | 32        | 16        | 1     | 0     | -          | -          | -          | -          | 33      | 16      |
| 1994–95           | «Штутгар»             | Бундесліга                    | 32        | 12        | 3     | 2     | -          | -          | -          | -          | 45      | 14      |
| 1995–96           | «Штутгар»             | Бундесліга                    | 26        | 17        | 1     | 1     | -          | -          | -          | -          | 27      | 18      |
| 1996–97           | «Штутгар»             | Бундесліга                    | 33        | 19        | 5     | 2     | -          | -          | -          | -          | 38      | 21      |
| 1997–98           | «Штутгар»             | Бундесліга                    | 29        | 13        | 5     | 4     | 2          | 0          | 8          | 6          | 44      | 23      |
| 1998–99           | «Штутгар»             | Бундесліга                    | 28        | 8         | 3     | 0     | 3          | 1          | 4          | 3          | 40      | 12      |
| 1999–00           | «Боруссія» (Дортмунд) | Бундесліга                    | 29        | 7         | 1     | 0     | 2          | 1          | 4          | 2          | 36      | 10      |
| 2000–01           | «Боруссія» (Дортмунд) | Бундесліга                    | 24        | 10        | 1     | 0     | -          | -          | -          | -          | 25      | 10      |
| 2001–02           | «Боруссія» (Дортмунд) | Бундесліга                    | 3         | 0         | 1     | 0     | 1          | 1          | 7          | 0          | 12      | 1       |
| 2001–02           | «Болтон Вондерерз»    | Прем'єр-ліга                  | 15        | 4         | 0     | 0     | -          | -          | -          | -          | 15      | 4       |
| 2002–03           | «Ганновер 96»         | Бундесліга                    | 27        | 14        | 0     | 0     | -          | -          | -          | -          | 27      | 14      |
| 2003–04           | «Герта»               | Бундесліга                    | 32        | 7         | 2     | 0     | 1          | 1          | 2          | 0          | 37      | 8       |
| 2004–05           | «Герта»               | Бундесліга                    | 22        | 1         | 2     | 0     | -          | -          | -          | -          | 24      | 1       |
| 2005–06           | «Рієка»               | Перша ліга                    | 8         | 2         | 2     | 1     | -          | -          | -          | -          | 10      | 3       |
| Всього            |                       |                               | 353       | 182       | 28    | 10    | 9          | 4          | 25         | 11         | 415     | 207     |

## Титули і досягнення

### Командні
- Володар Кубка Німеччини (1):

«Штутгарт»: 1997
- Володар Кубка Хорватії (1):

«Рієка»: 2006
- Чемпіон Європи (1):

Німеччина: 1996

### Особисті
- Найкращий бомбардир чемпіонату Німеччини: 1996 (17 голів)